# Molannodes excavatus
Molannodes excavatus är en nattsländeart som först beskrevs av Wiggins 1968.  Molannodes excavatus ingår i släktet Molannodes och familjen skivrörsnattsländor. Inga underarter finns listade i Catalogue of Life.